# Marin Čolak
Marin Čolak (Zagreb, 4 maart 1984) is een Kroatisch autocoureur. Nadat hij zijn carrière startte in het karting reed hij het grootste gedeelte van zijn jonge carrière in Duitsland, inclusief de Duitse Formule Renault en de Duitse Seat Leon Cupra Cup. Hij heeft ook deelgenomen in sommige races van de Eurocup Formule Renault 2.0 in 2001 en 2002. In 2008 nam hij deel aan de nieuwe Seat Leon Eurocup, waar hij het jaar eindigde als tweede, achter de Spanjaard Oscar Nogués. In deze klasse won hij een race op Brands Hatch, waardoor hij mocht deelnemen op Oschersleben in het WTCC voor het team Sunred Engineering.
In 2009 neemt hij het hele seizoen deel in het WTCC in zijn eigen independentsteam in een Seat Leon.